# Kirkee
Kirkee (o Khadki) è una suddivisione dell'India, classificata come cantonment board, di 76.608 abitanti, situata nel distretto di Pune, nello stato federato del Maharashtra. In base al numero di abitanti la città rientra nella classe II (da 50.000 a 99.999 persone).

## Geografia fisica
La città è situata a 18° 34' 0 N e 73° 52' 0 E e ha un'altitudine di 586 m s.l.m..

## Società

### Evoluzione demografica
Al censimento del 2001 la popolazione di Kirkee assommava a 76.608 persone, delle quali 42.938 maschi e 33.670 femmine. I bambini di età inferiore o uguale ai sei anni assommavano a 8.243, dei quali 4.387 maschi e 3.856 femmine. Infine, coloro che erano in grado di saper almeno leggere e scrivere erano 61.214, dei quali 36.458 maschi e 24.756 femmine.